# Мумин
Мумин (араб. مؤمن‎) — исламский термин, которым обозначают мусульманина, искренне уверовавшего в Аллаха так, что вера становится смыслом его существования, охватывает все его помыслы и поступки.

## Этимология
Слово «мумин» является производным от арабского корня «а-м-н», имеющего множество значений, в том числе безопасность, надёжность, вера, честность, доверие, спокойствие сердца, скромность, покорность, послушание. Применительно к имени Аллаха (Аль-Мумин), оно обычно переводится как «защитник», «охранитель», «верный», «надёжный» и т. д. В современном русском языке аналогом слова «мумин» является выражение «правоверный мусульманин», которое в основном применяется к практикующим мусульманам.

## Различие между терминами мумин и муслим
В общемусульманской традиции мумин употребляется как синоним муслим. Однако некоторые богословы всё же разделяли эти два понятия, ставя статус мумина выше статуса муслима. Согласно их терминологии муслимом (араб. مسلم‎ букв. «покорный», «примирившийся») в исламе обозначают всех мусульман, уверовавших в Аллаха и миссию пророка Мухаммеда, независимо от степени их знаний, богобоязненности и совершаемых поступков. Муминами же называют только тех мусульман, чья степень веры и дела превосходят веру и дела большинства мусульман. Средневековый исламский богослов Ибн Дакик аль-Ид так охарактеризовал связь между муслимом и мумином: «Каждый мумин является мусульманином, но не каждый мусульманин является мумином!». Помимо степеней муслима и мумина многие исламские богословы выделяли также и другие степени наиболее богобоязненных мусульман — мухсин (араб. محسن‎ — «добродетельствующий»), то есть человек, совершающий хорошие, добрые дела и салих (араб. صالح‎ — «благой», «праведный»), праведник, который ведет праведную жизнь, являющуюся примером для других.

## Разногласия относительно термина
Мусульманские богословы, разрабатывавшие вероучительную теорию, разошлись во мнениях о том, кого считать мумином. Традиционалисты (хадисоведы) считали, что мумин в первую очередь должен уверовать сердцем (‘акд би-ль-кальб), публично провозгласить свою веру (икрар) и совершать добрые дела (‘амаль), с искренним намерением (ният). Мурджииты считали, что мумину достаточно уверовать сердцем и публично провозгласить свою веру. Другим спорным моментом стал вопрос перехода из состояния мумин в муслим и обратно. Согласно традиционному подходу такой переход возможен, поскольку вера, в силу зависимости от характера и количества поступков, совершаемых верующим, уменьшается и возрастает. Мурджииты считали такой переход невозможным, так как вера не зависит от дел верующего и не уменьшается. Двоякий подход к трактовке веры вызвал разногласия и в вопросе публичного провозглашения причастности к категории мумин. Традиционалисты, мутакаллимы, мутазилиты, хариджиты, суфии отстаивали формулу «я верую, иншааллах», а мурджииты, считавшие сомнение в собственной вере неверием (куфр), предлагали формулу «я верую истинно».

## Качества, которыми должен обладать мумин

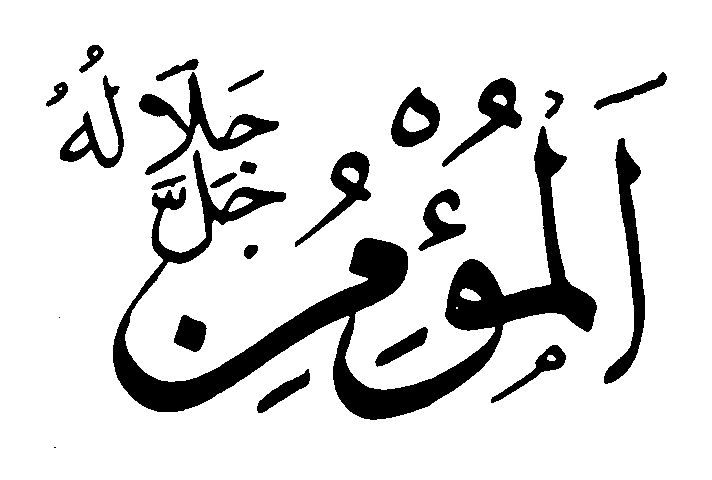
Аль-Мумин на арабском.

Во многих аятах Корана содержится описание качеств искренних верующих, которые указывают на богатый духовный мир их обладателей:
- Мумины совершают ритуальную молитву и смиренны в ней.
- Они выплачивают обязательную милостыню (закят) и расходуют своё имущество на пути Аллаха.
- Во всех своих делах они уповают на Аллаха (таваккуль[англ.]).
- Мумины призывают к благому и удерживают от порицаемого.
- Они сторонятся пустых и бесполезных деяний.
- Они чисты и не совершают тяжких грехов.
- Мумины покорны Аллаху и Его Посланнику и всегда следуют их повелениям.[2]

## Аль-Мумин
Аль-Мумин (араб. المؤمن — аль-му’мину) — одно из имён Аллаха, которое может применяться исключительно для обращения к Аллаху. Имя Аль-Мумин в качестве эпитета Аллаха употребляется в суре Аль-Хашр «Он — Аллах, и нет божества, кроме Него, Властелина, Святого, Пречистого, Оберегающего, Хранителя, Могущественного, Могучего, Гордого. Пречист Аллах и далек от того, что они приобщают в сотоварищи». В имени Аль-Мумин рассматриваются два аспекта: Бог как источник стабильности и защищённости с одной стороны, и как источник веры в сердце человека с другой.

## О муминах в Коране и сунне
Слово «мумин» в Коране употребляется 229 раз, например: «Обратитесь все к Аллаху, о верующие, — может быть, вы окажетесь счастливыми». Сура Аль-Муминун — 23 сура Корана, ниспосланной в Мекке, состоящей из 118 аятов. В Коране отразился эпизод из жизни пророка Мухаммеда, во время которого пришедшие к пророку бедуины сообщили ему о том, что они стали верующими, в ответ на эти слова бедуинов Аллах приказал пророку Мухаммеду сказать им, что они ещё не являются уверовавшими в полной мере, а всего лишь являются мусульманами.

Бедуины сказали: «Мы уверовали». Скажи: «Вы не уверовали». Посему говорите: «Мы стали мусульманами». Вера ещё не вошла в ваши сердца. Если вы подчинитесь Аллаху и Его Посланнику, Он нисколько не умалит ваших деяний. Воистину, Аллах - Прощающий, Милосердный.
—  49:14 (Кулиев)
Цитаты о муминах в Сунне:

Фадаля ибн Убайд рассказывал: «Посланник Аллаха, Мир ему и благословение Аллаха, во время прощального Хаджа сказал: „Не сообщить ли мне вам, кто такой мумин? Мумин — это тот, кому люди могут доверить своё имущество и свою жизнь; муслим — это тот, кто не причиняет вреда другим людям своим языком и своими руками; муджахид — это тот, кто борется со своей собственной душой, чтобы подчиниться Аллаху; а мухаджир — это тот, кто оставил грехи!“» — Сборник хадисов имама Ахмада, 6/21

Посланник Аллаха, Мир ему и благословение Аллаха, сказал: «Истинно верующий (мумин) — тот, с кем люди чувствуют себя спокойно и безопасно».— Ас-Суюты Дж. Аль-джами‘ ас-сагыр. С. 548, хадис № 9144